# Chiesa di Santa Maria Assunta (Lentiai)
La chiesa arcipretale di Santa Maria Assunta è la parrocchiale di Lentiai, frazione del comune sparso di Borgo Valbelluna, in provincia di Belluno e diocesi di Vittorio Veneto; fa parte della forania Zumellese.

## Storia

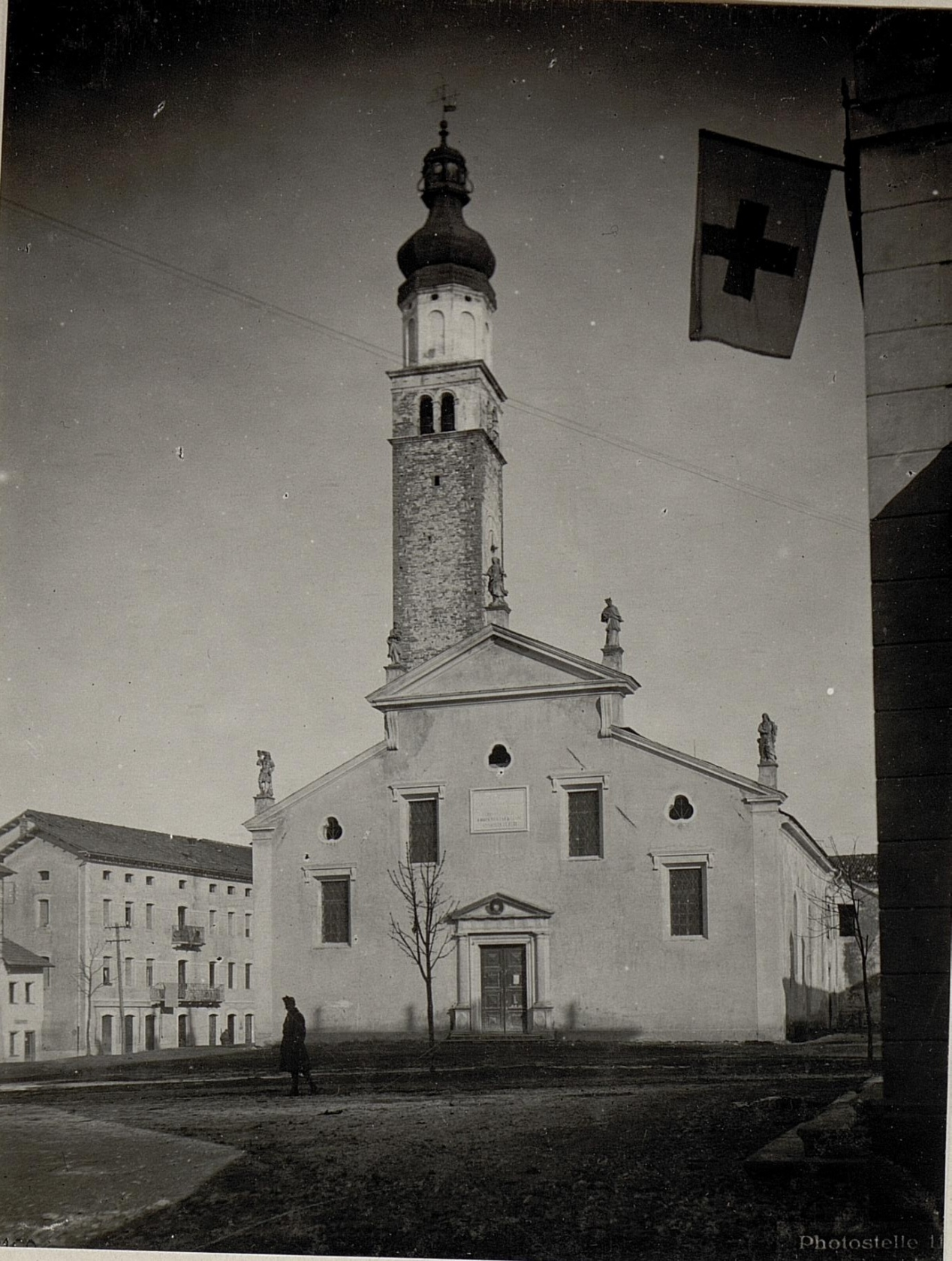
La chiesa durante la Prima Guerra Mondiale

Il documento più antico che riguarda la Pieve di Lentiai, menzionata come plebe de Lentiago, è un codice pergamenaceo del 1204, di poco posteriore alla guerra tra Bellunesi e Trevigiani conclusasi con la battaglia di Cesana (1197) nella quale fu trucidato lo stesso vescovo di Belluno Gherardo de Taccoli. Il documento consente di conoscere l'estensione del territorio della Pieve, dalla chiesetta di S. Donato in prossimità del Castello di Zumelle, fino a Marziai, i preti che ne hanno cura, le loro sedi. Il 2 dicembre 1515 giunge a Lentiai fra Giovanni de Nardo il quale prescrive il completamento del campanile e il restauro della cappella vicina che versa in massimo pericolo. Quella primitiva cappella nel corso del XVI secolo fu poi ampliata ed abbellita con interventi certamente consistenti, tanto da essere ricordati con l'iscrizione del 1568 sulla parete di fondo. La primitiva struttura fu quindi, almeno in parte, demolita per poter essere ampliata. La chiesa ebbe comunque il suo momento di massimo splendore nella seconda metà del Cinquecento, durante l'episcopato di Michele Della Torre, uno dei protagonisti del Concilio di Trento. Gli inventari redatti durante le visite pastorali di questo periodo testimoniano la realizzazione tra il 1577 e il 1579 del monumentale capolavoro di Cesare Vecellio: l'imponente soffitto a cassettoni, arricchito e quasi architettonicamente sorretto dagli affreschi degli Apostoli dipinti a grandezza naturale entro finte nicchie. Il 19 luglio 1583 il vescovo Della Torre nota che la pala iconia seu palla dell'altar maggiore, a causa dell'umidità del muro soffre e si rovina patitur et devastatur per cui ordina che dietro l'altare si fabbrichi il coro e qualora rimangano delle disponibilità si provveda ad ornare gli altari laterali con pale da dipingersi da Cesare Vecellio. Nel Settecento va ricordato soprattutto l'incendio che il 24 gennaio 1718 devastò il campanile: dall'orologio alla cupola tutto andò a fuoco. Nel 1880 la chiesa venne dichiarata Monumento Nazionale. Nei periodi successivi ai due conflitti mondiali la parrocchiale ebbe a soffrire di rilevanti spoliazioni. Dal 2000 al 2003 è stata oggetto di lavori di restauro che hanno riguardato tutto il complesso, sia dal punto di vista strutturale che da quello artistico.

## Interno

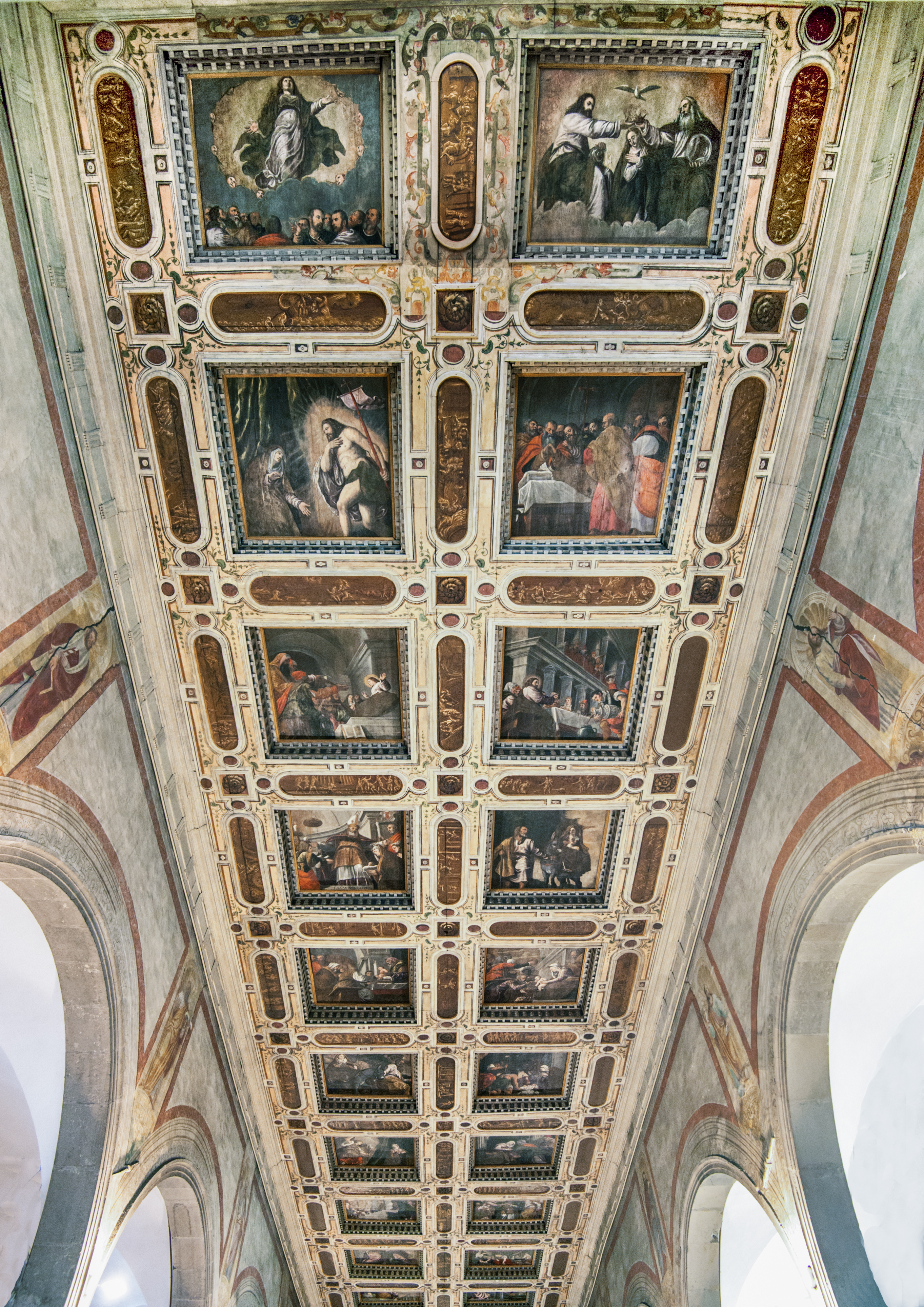

Opere di pregio custodite all'interno della chiesa, che è a tre navate, sono il Polittico dell'Assunta, cui la chiesa di Lentiai è intitolata, che si compone di dieci tele raffiguranti la Madonna Assunta, al centro, San Pietro, San Tiziano Vescovo, San Vittore, Santa Corona a sinistra, San Paolo, San Giovanni Evangelista, Sant'Antonio Abate e Santa Maria Maddalena a destra, Cristo morto sorretto da angeli nella cimasa. 

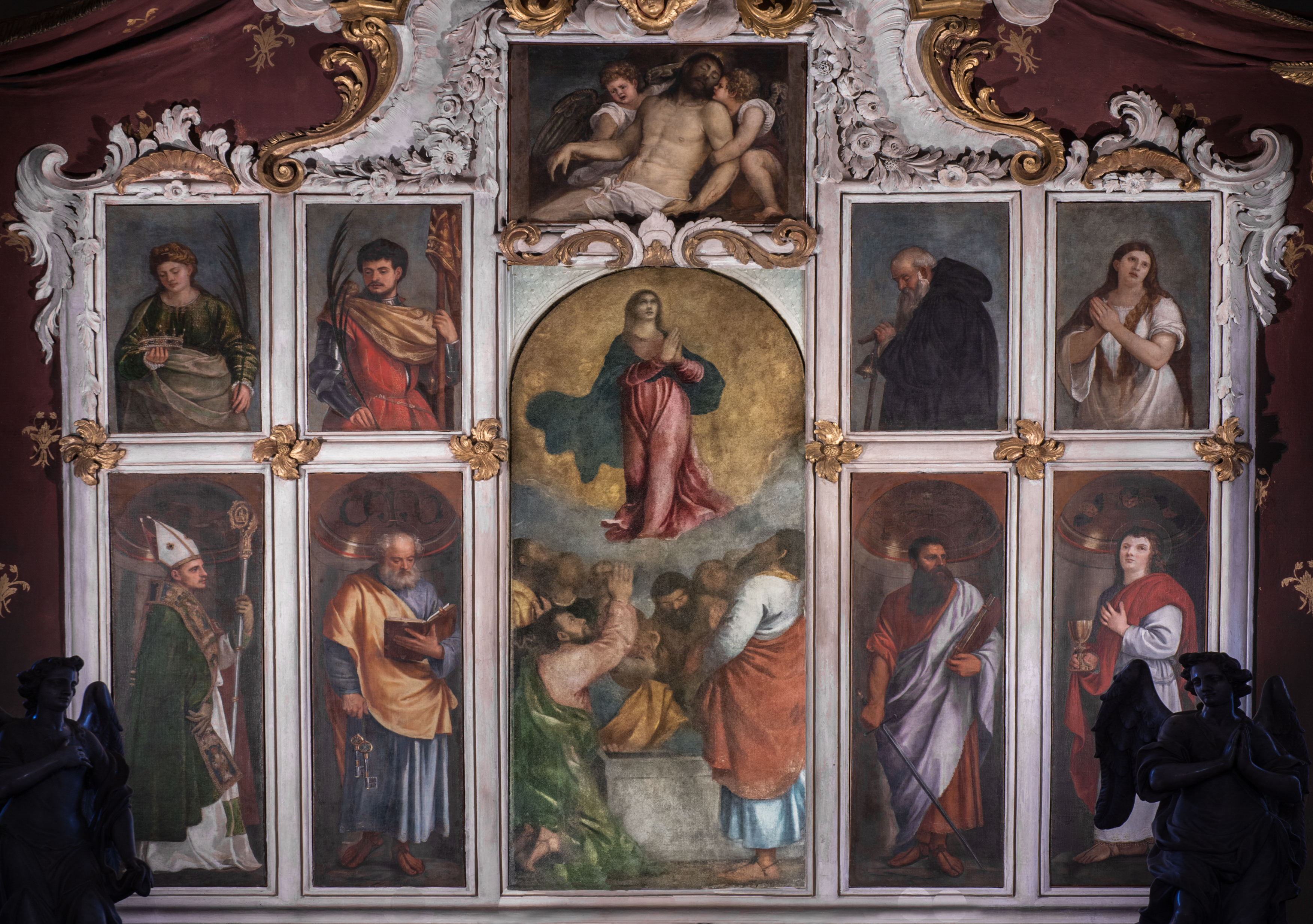

 Fu realizzato verso la metà del '500 nella bottega tizianesca, ma l'immagine del giovane vescovo Tiziano reclama un intervento personale diretto di Tiziano Vecellio per l'alta qualità della materia pittorica, della forma, dell'espressione che non è condivisa da nessun altro elemento del polittico

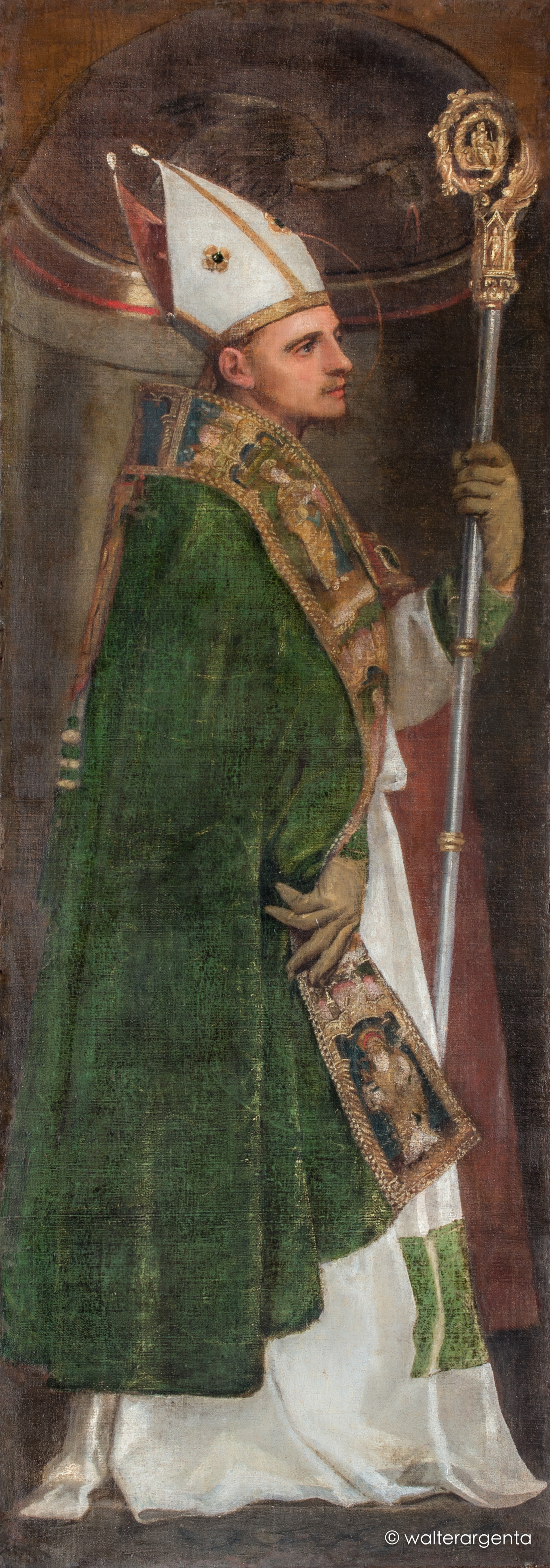
Particolare del Polittico della Chiesa Arcipretale di Santa Maria Assunta di Lentiai - Tiziano Vecellio - San Tiziano Vescovo

Sulle pareti della navata centrale sfila la duplice schiera degli Apostoli, affrescati da Cesare Vecellio verso la fine del settimo decennio del '500.
Nel 1577 il soffitto ligneo a cassettoni era in opera; esso deriva direttamente da un'idea dell'architetto Sebastiano Serlio per la libreria del Doge Andrea Gritti in Palazzo Ducale a Venezia: nei lacunari Cesare Vecellio racconta in venti episodi le Storie della Madonna.
Nella navata sinistra il Cristo Crocefisso dello scultore Francesco Terilli al quale l'opera fu pagata nel 1621; di Giovanni da Mel la Madonna col Bambino, San Giacomo e San Liberale. Di Jacopo Negretti detto Palma il Giovane, il Battesimo di Cristo; la grande Pala del Rosario è opera di Cesare Vecellio così come il Compianto su Cristo morto collocato sopra l'altare del Santissimo, all'inizio della navata. Nella navata di destra Pietro Liberi è autore del sanguigno Sant'Antonio da Padova donato alla chiesa nel 1662; l'insegna processionale lignea che rappresenta la Madonna del Rosario col Bambino precede una nicchia in cui era collocato in origine l'altare del rosario, poi trasferito nella navata settentrionale. Nel mezzo della parete è dipinta una Madonna col Bambino che è la sinopia per un affresco mai eseguito con ai lati i resti di una pala di Cesare Vecellio cui fu asportata la porzione mediana: a sinistra San Sebastiano e a destra San Rocco; segue la pala della Crocifissione eseguita nel 1602 da Palma il Giovane e chiudono la sequenza delle opere una Trinità con San Francesco e San Bernardino da Siena di Francesco Frigimelica ed una di Antonio Lazzarini, databile nel primo quarto del '700 raffiguranti la Madonna del Carmine con San Pietro d'Alcantara, Santa Teresa, un santo vescovo e le anime del Purgatorio ".